# 게이엔 시대
게이엔 시대(桂園時代)는 야마모토 파벌에 속하는 육군의 가쓰라 다로(桂太郎)와 이토의 후계자로써 입헌정우회의 총재인 사이온지 긴모치(西園寺公望)가 교대로 정권을 차지했던 1901년(메이지 34년)부터 1913년(다이쇼 2년)까지의 약 10년 간을 말한다. '게이엔'은 두 사람의 이름에서 한 글짜씩 가져와서 붙인 것이다. 

## 개요
러일 전쟁 무렵부터 메이지 천황이 서거하기까지의 약 10년, 일본의 내각총리대신에 가쓰라와 사이온지가 번갈아가며 취임하여 내각을 구성하여 번벌과 입헌정우회가 교대로 정권을 담당한 시기이다. 이 시기는 일종의 양대 세력 간의 내각윤번제라고도 할 수 있다. 마쓰카타 마사요시(松方正義)나 야마모토 곤노효에(山本権兵衛), 히라타 도스케(平田東助) 등을 총리대신으로 만들려는 움직임도 있었으나 무위에 그쳤다. 
가쓰라는 야마가타 아리토모(山県有朋)의 파벌에 속하면서 군부를 대표하는 인물이었고 그가 조직한 내각도 야마가타 파벌에 속하는 인물에 대다수였기에 '야마가타 2세'라는 비판에 자주 시달렸다. 사이온지는 정우회 총재로서 정권을 담당했지만 하라 다카시(原敬) 등의 한두 명에게 경험을 쌓게 한 것 외에는 정당·번벌·군부·관료 등 출신을 묻지 않고 인재를 받아들이는 등 진정한 의미의 정당내각을 구성하지는 못했다. 그리고 당시 정우회가 중의원을 장악하고 있어 사이온지는 이를 정치적 기반으로 삼은 것에 비해 가쓰라는 귀족원을 정치적 기반으로 하여 상호 견제·협력하는 구도가 형성되어 있었다. 하지만 게이엔 시대는 경제적·사회적으로는 물론, 1908년의 제10회 일본 중의원 의원 총선거와 1912년의 제11회 일본 중의원 의원 총선거가 임기 만료 후에 진행되었을 정도로 정치적으로도 크게 안정되어 있었다. 일본 헌정사에서 임기 만료 선거가 2연속으로 치러진 것은 이때가 유일하다. 
게이엔 시대는 제1차 가쓰라 내각의 출범과 함께 시작된 것은 아니고, 러일 전쟁이 진행 중인 1904년 12월부터 제휴가 모색되었다. 이후 1906년 1월 가쓰라는 후계 수상으로 사이온지를 지명하고 퇴임하여 게이엔 시대가 본격화되었다. 1911년 1월 29일에는 당시의 총리였던 가쓰라가 정우회의 하라와 만나 '정의투합하고 협동일치하여 헌정의 좋은 결실을 거두자'고 하였다. 이때 정의투합(情意投合)이란 군부 및 관료와 정우회가 암묵적으로 의사소통을 통해 정권운영에 협력해 나갈 것을 천명한 것으로 이는 당시에 크게 인구에 회자되었다. 하지만 1912년 12월 육군이 2개 사단의 증설을 요구한 것에 대해 당시의 사이온지 내각이 재정상의 어려움을 이유로 이를 받아들이지 않음으로써 제휴 관계가 끊어졌고, 육군과의 대립 속에 며칠 지나지 않아 결국 내각이 총사퇴를 하였다. 
게이엔 시대는 영일 동맹과 러일 전쟁의 승리, 한일 병합 조약의 체결 등 일본의 국제적 지위를 크게 상승시켰고, 무쓰 무네미쓰(陸奥宗光)나 고무라 주타로(小村壽太郎) 등의 노력으로 불평등 조약의 개정이 이루어졌으며, 중공업의 발전과 도시화의 진전이 이루어진 시기였다. 한편으로 노동 문제나 공해 문제가 조금씩 수면 위로 부상한 시기이기도 하였다. 

## 같이 보기
- 제1차 가쓰라 내각
- 제1차 사이온지 내각
- 제2차 가쓰라 내각
- 제2차 사이온지 내각
- 제3차 가쓰라 내각

## 참고 문헌
- 도리우미 야스시(鳥海靖) 「정의투합」(情意投合) 요시카와 홍문관, 1986년